# Dichagyris celebrata
Dichagyris celebrata ist ein Schmetterling (Nachtfalter) aus der Familie der Eulenfalter (Noctuidae).

## Merkmale

### Falter
Die Flügelspannweite der Falter beträgt 47 bis 55 Millimeter. Die Grundfarbe der Vorderflügel ist hellbraun. Das Saumfeld ist zuweilen dunkler gefärbt. Innere und äußere Querlinie heben sich in schwarzer Farbe hervor, sind jedoch zumeist unterbrochen. Makel sind nicht erkennbar. Die Hinterflügel haben eine weißliche bis hellgraue Färbung.

### Ei, Raupe, Puppe
Die ersten Stände sind noch nicht beschrieben.

### Ähnliche Arten
Dichagyris tyrannus ist kleiner (Flügelspannweite 38 bis 42 Millimeter) und zeigt dunkle Makel.

## Verbreitung und Lebensraum
Dichagyris celebrata kommt in der Türkei, Russland, Turkmenistan, Afghanistan und dem Iran vor. Die Art besiedelt bevorzugt offenes, steppenartiges Gelände. 

## Lebensweise
Die nachtaktiven Falter fliegen im Juni und Juli. Sie besuchen künstliche Lichtquellen. Weitere Details zur Lebensweise der Art müssen noch ermittelt werden. 